# FK Leotar Trebinje
FK Leotar Trebinje  este o echipă de fotbal din Trebinje, Republika Srpska, Bosnia și Herzegovina.

## Titluri
Prima Ligă Bosniacă: (x1)
- 2003

Liga Republicii Srpska: (x1)
- 2002

## Jucători notabili
- Nebojsa Gudelj
- Bojan Simic
- Vladimir Stojković